# Prettau
Prettau (Italiaans: Predoi) is een gemeente in de Italiaanse provincie Zuid-Tirol (regio Trentino-Zuid-Tirol) en telt 585 inwoners (2013). De oppervlakte bedraagt 86,5 km², de bevolkingsdichtheid is 7 inwoners per km².
De volgende frazioni maken deel uit van de gemeente: Kasern, Neuhaus, Prastmann, Trinkstein, Weiher en Wieserboden.

## Geografie
De gemeente ligt op ongeveer 1475 meter boven zeeniveau.
Prettau grenst aan de volgende gemeenten: Ahrntal, Sand in Taufers, Mayrhofen, Brandberg, Krimml, Prägraten am Großvenediger en Sint Jakob in Defereggen. De laatste vijf buurgemeenten liggen in Oostenrijk.